# Сельское поселение «Верхнехилинское»
Се́льское поселе́ние «Верхнехилинское» — муниципальное образование в Шилкинском районе Забайкальского края Российской Федерации.
Административный центр — село Верхняя Хила.

## История
Статус и границы сельского поселения установлены Законом Читинской области от 19 мая 2004 года «Об установлении границ, наименований вновь образованных муниципальных образований и наделении их статусом сельского, городского поселения в Читинской области».

## Население
| 2010 | 2011  | 2012  | 2013  | 2014  | 2015  | 2016  |
| ---- | ----- | ----- | ----- | ----- | ----- | ----- |
| 1087 | ↘1086 | ↘1070 | ↘1048 | ↘1029 | ↘1026 | ↘1012 |
| 2017 | 2018  | 2019  | 2020  | 2021  |       |       |
| ↘988 | ↘975  | ↘961  | ↘937  | ↗1019 |       |       |

## Состав сельского поселения
| № | Населённый пункт | Тип населённого пункта       | Население |
| - | ---------------- | ---------------------------- | --------- |
| 1 | Васильевка       | село                         | ↘103      |
| 2 | Верхняя Хила     | село, административный центр | ↘694      |
| 3 | Ульяновка        | село                         | ↘125      |